# Kup Maršala Tita 1984-1985
La Kup Maršala Tita 1984-1985 fu la 37ª edizione della Coppa di Jugoslavia. 5874 squadre parteciparono alle qualificazioni che portarono alle 32 che presero parte alla coppa vera e propria.
Il detentore era il Hajduk Spalato, che in questa edizione uscì ai quarti di finale.
Il trofeo fu vinto dalla Stella Rossa, che sconfisse in finale la Dinamo Zagabria. Per i belgradesi fu l'undicesimo titolo in questa competizione.

Il successo diede alla Stella Rossa l'accesso alla Coppa delle Coppe 1985-1986.
Il Sarajevo, vincitore del campionato, uscì al primo turno contro una squadra di seconda divisione.

## Qualificazioni
```
Queste una delle partite della Coppa di 
Voivodina
 del 
Proleter Zrenjanin
[
4
]

Bačka Subotica - Proleter           0-0 (vince la Bačka ai 
rigori
)
```

## Squadre qualificate
Le 18 partecipanti della Prva Liga 1983-1984 sono qualificate di diritto. Le altre 14 squadre (in giallo) sono passate attraverso le qualificazioni.

### Calendario
| Turno                | Gare        | Date               | Numero gare | Riduzione squadre |
| -------------------- | ----------- | ------------------ | ----------- | ----------------- |
| Sedicesimi di finale | Gara unica  | 29 agosto 1984     | 16          | 32 → 16           |
| Ottavi di finale     | Gara unica  | 10 ottobre 1984    | 8           | 16 → 8            |
| Quarti di finale     | Gara unica  | 13 marzo 1985      | 4           | 8 → 4             |
| Semifinali           | Gara unica  | 11 aprile 1985     | 2           | 4 → 2             |
| Finale               | Da definire | 7 e 24 maggio 1985 | 1           | 2 → 1             |

In finale, dal 1969 al 1986, vigeva la regola che:
- Se fossero giunte due squadre da fuori Belgrado, la finale si sarebbe disputata in gara unica nella capitale.
- Se vi fosse giunta una squadra di Belgrado, la finale si sarebbe disputata in due gare, con il ritorno nella capitale.
- Se vi fossero giunte due squadre di Belgrado, si sarebbe sorteggiato in quale stadio disputare la gara unica.
- La finale a Belgrado si sarebbe disputata il 24 maggio, in concomitanza con la festa per la Giornata della Gioventù (25 maggio).

## Sedicesimi di finale
| Squadra 1             | Risultato       | Squadra 2             |                                                               |
| --------------------- | --------------- | --------------------- | ------------------------------------------------------------- |
| 29 agosto 1984        | 29 agosto 1984  | 29 agosto 1984        | Marcatori                                                     |
| (x) Jedinstvo Paraćin | 0 – 0 (7-6 dtr) | Sloboda Tuzla (1)     |                                                               |
| (1) Dinamo Vinkovci   | 0 – 1           | OFK Kikinda (2)       | Mijatov                                                       |
| (1) Stella Rossa      | 1 – 0           | Čelik Zenica (2)      | Halilović rig.                                                |
| (3) Zara              | 0 – 4           | Budućnost (1)         | Radinović, Savićević, Vorotović, Janović                      |
| (3) Triglav           | 0 – 4           | Partizan (1)          | Mance 2, Z.Popović, Dimitrijević                              |
| (2) Rad Belgrado      | 0 – 2           | Rijeka (1)            | Desnica, Radmanović                                           |
| (1) Radnički Niš      | 1 – 1 (5-6 dtr) | Olimpia Lubiana (2)   | Gogić rig. (R); Besek (O)                                     |
| (2) Leotar            | 1 – 0           | Željezničar (1)       | Slato                                                         |
| (1) Iskra Bugojno     | 1 – 0           | Priština (1)          | Mirković                                                      |
| (3) Belišće           | 0 – 1           | Vojvodina (1)         | Ilić                                                          |
| (2) Pelister          | 4 – 1           | Sarajevo (1)          | Jovičić, G.Ivanović, M.Kostić, Mitrevski (P); Jakovljević (S) |
| (3) Karlovac          | 1 – 4           | Vardar (1)            | N.Peškir (K); Urošević 2, Aleksovski, Savevski (V)            |
| (2) Radnički Pirot    | 0 – 1           | Hajduk Spalato (1)    | Bakrač                                                        |
| (1) Dinamo Zagabria   | 2 – 0           | Vlaznimi Đakovica (2) | P.Jurić, Arslanović                                           |
| (1) Osijek            | 3 – 1           | Ivangrad (2)          | Lepinjica, Rakela, Redžepagić (O); B.Marković rig. (I)        |
| (3) Vršac             | 0 – 0 (3-4 dtr) | Velež Mostar (1)      |                                                               |

## Ottavi di finale
| Squadra 1           | Risultato       | Squadra 2             |                                                            |
| ------------------- | --------------- | --------------------- | ---------------------------------------------------------- |
| 10 ottobre 1984     | 10 ottobre 1984 | 10 ottobre 1984       | Marcatori                                                  |
| (2) Olimpia Lubiana | 3 – 0           | Pelister (2)          | Vukmirović, Komočar, Besek                                 |
| (2) OFK Kikinda     | 0 – 3           | Dinamo Zagabria (1)   | B.Cvetković 2, Cerin                                       |
| (1) Partizan        | 0 – 0 (4-3 dtr) | Rijeka (1)            |                                                            |
| (1) Velež Mostar    | 0 – 0 (3-1 dtr) | Osijek (1)            |                                                            |
| (1) Vojvodina       | 0 – 0 (5-4 dtr) | Leotar (2)            |                                                            |
| (1) Hajduk Spalato  | 5 – 0           | Jedinstvo Paraćin (x) | Slišković 2, Zl.Vujović rig., Gudelj, Deverić              |
| (1) Vardar          | 2 – 4           | Stella Rossa (1)      | Ringov, Pe.Georgijevski (V); M.Đurovski 2, Janjanin 2 (SR) |
| (1) Budućnost       | 0 – 1           | Iskra Bugojno (1)     | Tolić                                                      |

## Quarti di finale
| Squadra 1           | Risultato     | Squadra 2           |                                             |
| ------------------- | ------------- | ------------------- | ------------------------------------------- |
| 13 marzo 1985       | 13 marzo 1985 | 13 marzo 1985       | Marcatori                                   |
| (1) Dinamo Zagabria | 3 – 1         | Hajduk Spalato (1)  | P.Jurić, B.Cvetković, Bogdan (D); Vulić (H) |
| (1) Vojvodina       | 3 – 0         | Olimpia Lubiana (2) | Novaković 2, Rac                            |
| (1) Partizan        | 0 – 2         | Stella Rossa (1)    | Halilović, M.Đurovski                       |
| (1) Iskra Bugojno   | 2 – 1         | Velež Mostar (1)    | Z.Toskić, Radović (I); Kajtaz (V)           |

## Semifinali
| Squadra 1           | Risultato       | Squadra 2         |                                                    |
| ------------------- | --------------- | ----------------- | -------------------------------------------------- |
| 9 aprile 1985       | 9 aprile 1985   | 9 aprile 1985     | Marcatori                                          |
| (1) Stella Rossa    | 3 – 2           | Vojvodina (1)     | Halilović 2, B.Đurovski (SR); Novaković, Zovko (V) |
| (1) Dinamo Zagabria | 1 – 1 (5-2 dtr) | Iskra Bugojno (1) | Cerin (D); Mirković (I)                            |

## Finale
| Squadra 1           | Totale | Squadra 2        | Andata     | Ritorno    |
| ------------------- | ------ | ---------------- | ---------- | ---------- |
|                     |        |                  | 07.05.1985 | 24.05.1985 |
| (1) Dinamo Zagabria | 2 – 3  | Stella Rossa (1) | 1 – 2      | 1 – 1      |

### Andata
| Arbitro: | Stojan Ilievski (Skopje) |

|                |           |                                   |
| Cvjetković 83’ | Marcatori | 63’ (rig.) Halilović 72’ Đurovski |

| Dinamo | Stella Rossa |

|                 |    |                    |     |
|                 |    |                    |     |
| P               | 1  | Ranko Stojić       |     |
| C               | 2  | Željko Cupan       | 74’ |
| A               | 3  | Zvjezdan Cvetković |     |
| D               | 4  | Mustafa Arslanović |     |
| D               | 5  | Mirko Lulić        |     |
| D               | 6  | Srećko Bogdan      |     |
| D               | 7  | Predrag Jurić      | 56’ |
| C               | 8  | Snježan Cerin      |     |
| C               | 9  | Mihailo Petrović   |     |
| C               | 10 | Marko Mlinarić     |     |
| C               | 11 | Borislav Cvetković |     |
| A disposizione: |    |                    |     |
| C               | 16 | Ivan Cvjetković    | 56’ |
| C               | ?  | Jasmin Džeko       | 74’ |
| Allenatore:     |    |                    |     |
| Tomislav Ivić   |    |                    |     |

|                 |    |                    |     |
|                 |    |                    |     |
| P               | 1  | Živan Ljukovčan    |     |
| C               | 2  | Zlatko Krmpotić    | 64’ |
| A               | 3  | Zoran Dimitrijević |     |
| D               | 4  | Milan Janković     |     |
| D               | 5  | Marko Elsner       |     |
| D               | 6  | Dragan Miletović   |     |
| D               | 7  | Jovica Nikolić     |     |
| C               | 8  | Boško Gjurovski    |     |
| C               | 9  | Milko Gjurovski    | 75’ |
| A               | 10 | Mitar Mrkela       |     |
| A               | 11 | Sulejman Halilović |     |
| A disposizione: |    |                    |     |
| C               | ?  | Milan Jovin        | 64’ |
| C               | ?  | Miroslav Šugar     | 75’ |
| Allenatore:     |    |                    |     |
| Gojko Zec       |    |                    |     |

### Ritorno
| Arbitro: | Edvard Šoštarič (Maribor) |

|               |           |           |
| Halilović 11’ | Marcatori | 38’ Cerin |

| Stella Rossa | Dinamo |

|                 |    |                    |     |
|                 |    |                    |     |
| P               | 1  | Živan Ljukovčan    |     |
| A               | 2  | Zoran Dimitrijević |     |
| D               | 3  | Zlatko Krdžević    |     |
| D               | 4  | Dragan Miletović   |     |
| D               | 5  | Marko Elsner       |     |
| C               | 6  | Zlatko Krmpotić    |     |
| D               | 7  | Milan Janković     | 76’ |
| C               | 8  | Boško Gjurovski    |     |
| D               | 9  | Đorđe Milovanović  |     |
| A               | 10 | Sulejman Halilović |     |
| A               | 11 | Mitar Mrkela       | 83’ |
| A disposizione: |    |                    |     |
| C               | ?  | Miodrag Krivokapić | 76’ |
| C               | ?  | Miroslav Šugar     | 83’ |
| Allenatore:     |    |                    |     |
| Gojko Zec       |    |                    |     |

|                 |    |                    |     |
|                 |    |                    |     |
| P               | 1  | Ranko Stojić       |     |
| D               | 2  | Jasmin Džeko       |     |
| C               | 3  | Željko Cupan       |     |
| D               | 4  | Slavko Ištvanić    | 59’ |
| D               | 5  | Mirko Lulić        |     |
| D               | 6  | Srećko Bogdan      |     |
| A               | 7  | Borislav Cvetković | 76’ |
| C               | 8  | Snježan Cerin      |     |
| C               | 9  | Mihailo Petrović   |     |
| A               | 10 | Marko Mlinarić     |     |
| A               | 11 | Ivan Cvjetković    |     |
| A disposizione: |    |                    |     |
| C               | ?  | Predrag Jurić      | 59’ |
| C               | ?  | Nikola Jurčević    | 76’ |
| Allenatore:     |    |                    |     |
| Zdenko Kobeščak |    |                    |     |